# Susannite
La susannite è un minerale.